# 納薩內爾·戈特弗里德·萊斯克
納薩內爾·戈特弗里德·萊斯克（德語：Nathanael Gottfried Leske，1751年10月22日—1786年11月25日）是一名德國博物學家和地質學家。
萊斯克曾在薩克森州弗萊貝格伯格學院和哈勒的弗蘭肯基金會學習，1775年成為萊比錫大學自然史特聘教授。
1777年至1786年，他在這所大學教授經濟學，1786年，他應召到馬爾堡大學擔任金融學和經濟學教席。然而，他在前往馬爾堡的途中遭遇了一場致命的事故，享年35歲。
萊斯克一生都與他的老師和好友亞伯拉罕·戈特洛布·維爾納通信，維爾納是魏瑪著名的地質學家和礦物學家。他還與克里斯特利布·本尼迪克特·豐克（Christlieb Benedict Funk）和卡爾·興登堡共同編輯了《萊比錫自然科學、數學和經濟學雜誌》（1781年—1789年）。
萊斯克擁有大量礦物和自然歷史藏品，這些藏品被稱為萊斯克內閣，在他去世後由迪特里希·路德維希·古斯塔夫·卡斯滕整理，後來於1792年出售給都柏林學會。這些收藏包括其他自然歷史標本，其中許多來自約翰·弗里德里希·格梅林和約翰·克里斯蒂安·法布里丘斯的收藏。這些標本現存於愛爾蘭國家博物館。

## 外部連結
- Zoologica （页面存档备份，存于） Göttingen State and University Library